# Giovanna Casotto
Giovanna Casotto, née le 2 août 1962 à Desio, est une illustratrice, photographe, dessinatrice et auteur de bande dessinée italienne.

## Biographie
Née en 1962 à Desio, en Lombardie, Giovanna Casotto est une dessinatrice érotique italienne. D'après ses récits, elle était depuis longtemps intéressé par le dessin, mais c'est en consultant les bandes dessinées de son mari, alors qu'elle était à l'époque femme au foyer, et notamment, parmi ces bandes dessinées, La Bionda de Franco Saudelli qu'elle s'est décidé à dessiner dans ce style. « Je suis allé à la Scuola del Fumetto de Milan (it) avec un exemplaire de La Bionda à la main », raconte-t-elle, « et j'ai dit : je veux dessiner comme ce type ! ». 
Elle partage aussi avec Saudelli, dans ses créations, un intérêt pour le fétichisme du pied. Elle s'est fait connaître notamment en participant dans les années 1990 au magazine Selen. Ses dessins évoquent l'esthétique des années 1950 et des pin-up aux formes arrondies, avec des récits teintés d'humour et souvent courts.
Elle a pour particularité de se mettre elle-même assez souvent en scène dans ses histoires et d’être ainsi son propre modèle.

## Œuvres
- Chambre 179, Vents d'Ouest, 1996
- Les Désirs de Vénus, Vents d'Ouest, 1997
- Pin up libertines, Vents d'Ouest, 2000
- In bed with Sonia X, Vents d'Ouest, 2001
- Pornostars, Vents d'Ouest, 2002
- Expériences interdites
- Mauvaises habitudes
- Oh ! Giovanna !, Dynamite, 2006,  (ISBN 978-2915101249)
- Giovanna ! Si !, Dynamite, 2008,  (ISBN 978-2915101348)